# Malika (Pikine)

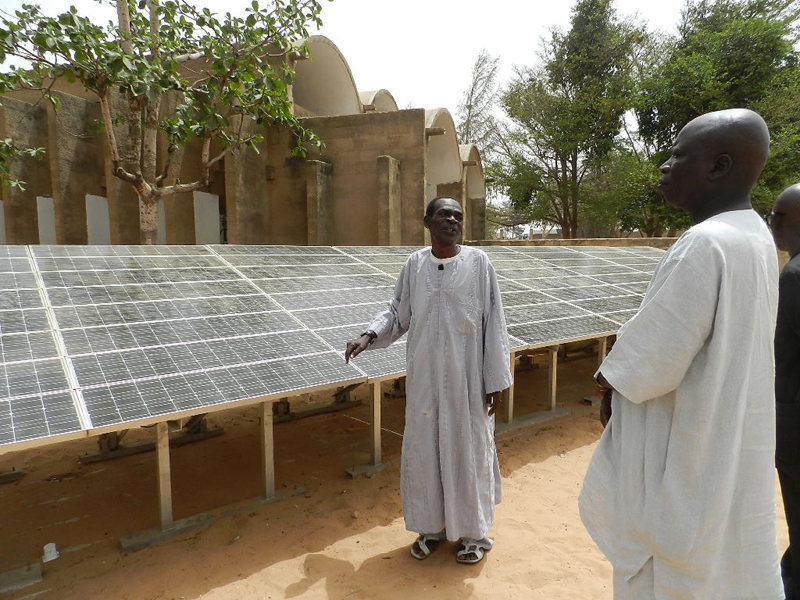
Sonnenkollektoren in Malika, Dakar

Malika ist eine Gemeinde (commune) im Département Keur Massar der Metropolregion Dakar, gelegen im zentralen Westen Senegals. Alle Gemeinden des Départements sind städtische Gemeinwesen, die durch den hohen Grad der Urbanisierung untereinander und mit anderen Nachbarkommunen baulich zusammengewachsen sind. Malika ist der Sitz des Arrondissement de Malika. In der arabischen Welt Nordafrikas ist Malika als weiblicher Vorname mit der Bedeutung Königin verbreitet.

## Geografie
Malika liegt im Nordosten des Flaschenhalses der Cap-Vert-Halbinsel. Das Stadtgebiet erstreckt sich knapp sechs Kilometer lang bei einer Breite von 1000 bis 2400 Meter zwischen dem Sandstrand der Grande-Côte im Norden und den Strandseen Lac Wouye im Südwesten (einschließlich) und Lac Mbeubeuss im Südosten (ausschließlich). Damit liegt das als décharge de Mbeubeuss bekannte und als zentrale Mülldeponie der Metropolregion Dakar dienende Seebecken gerade außerhalb der Stadtgrenze. Im Süden folgt sie der sechseckigen Wabenform des mit je 500 Meter langen Seiten umgrenzten Areals der Cité Sonatel und macht diese zum südlichsten Stadtquartier.
Das Stadtgebiet hat eine Fläche von 10,85 km². Der Grenzverlauf ist 2019 teilweise von einer Kommission zur Feststellung der Grenzen einiger der dortigen Gebietskörperschaften amtlich dokumentiert worden. Benachbart sind entgegen dem Uhrzeigersinn Yeumbeul Nord im Südwesten, Keur Massar Nord im Südosten sowie im Nordosten jenseits der Grenze zum Département Rufisque Tivaouane Peulh-Niaga.

## Geschichte
Malika war ursprünglich ein Nachbarort von Pikine und ging mit anderen Nachbarorten 1996 als Stadtbezirk Malika (commune d'arrondissement), und organisatorisch unterstellt dem Arrondissement des Niayes, in der Ville de Pikine auf. Angetrieben wurden diese Eingliederungen durch die von der Hauptstadt Dakar ausgehende und über Jahrzehnte hinweg sich immer mehr in den Osten der Hauptstadtregion ausbreitende und verdichtende Urbanisierung. Dank dieser Eingliederungen galt Pikine bei der Volkszählung 2013 noch vor der Hauptstadt Dakar als größte Stadt Senegals. Im Jahr 2014 erhielt der Stadtbezirk Malika, wie in Senegal alle communes d'arrondissement, den landesweit einheitlichen Status einer Gemeinde (commune).
Die immer dichter werdende Bebauung machte das von Senken und Feuchtgebieten durchzogene Stadtgebiet zunehmend anfälliger für schwere Überschwemmungen nach Starkregenereignissen. Diese traten seit 2005 mehrfach auf, und Tausende von Bewohnern mussten aus gefährdeten Zonen ausgesiedelt werden. Als es im September 2020 in weiten Teilen der nördlichen Stadtbezirke Pikines erneut zu katastrophalen Überschwemmungen kam, nahm der Präsident der Republik Macky Sall dies zum Anlass, das schwer betroffene Arrondissement des Niayes mit dem Décret n°2021-687 vom 28. Mai 2021 aus dem Département Pikine auszugliedern und daraus das Département de Keur Massar zu bilden. Zugleich wurden die von der Neubildung des Départements betroffenen Gemeinden aus der Großstadt Ville de Pikine ausgegliedert, die damit ihren Status als Millionenstadt verlor.

## Bevölkerung
Die letzten Volkszählungen ergaben für das Stadtgebiet jeweils folgende Einwohnerzahlen:
| Jahr | Einwohner |
| ---- | --------- |
| 1988 | …         |
| 2002 | 14.167    |
| 2013 | 32.130    |
| 2023 | 56.707    |

## Verkehr
Malika liegt nördlich der Verkehrsachsen der Cap-Vert-Halbinsel, auf denen der West-Ost-Verkehr zwischen der Metropole Dakar und dem Rest des Landes fließt. Diesem Verkehr dienen die Nationalstraße N 1, ferner die Bahnstrecke Dakar–Niger, und mit der Anschlussstelle 8 der mautpflichtigen Autoroute 1 hat das Stadtgebiet eine schnelle Verbindung in Westrichtung mit der Hauptstadt Dakar und in Ostrichtung mit dem internationalen Flughafen Dakar-Blaise Diagne.
In Malika selbst dient die Route de Malika als Hauptverkehrsachse. Sie führt vom Gare de Thiaroye in Richtung Nordosten durch Yeumbeul Sud und Yeumbeul Nord und macht in Malika einen Bogen nach Südosten und führt über Keur Massar Nord nach Rufisque Ouest. Parallel zum Strand der Atlantikküste verbindet die vierstreifige Schnellstraße Voie de Dégagement Nord (VDN) das Stadtgebiet nach Westen mit Guédiawaye und über Cambérène, wo sich die Bauarbeiten durch den Bau einer 350 Meter langen Brücke verzögert hatten, mit der Innenstadt von Dakar.